# Comostola haplophanes
Comostola haplophanes är en fjärilsart som beskrevs av Turner 1910. Comostola haplophanes ingår i släktet Comostola och familjen mätare. Inga underarter finns listade i Catalogue of Life.